# Сирота (фильм, 2016)
«Сирота» (фр. Orpheline) — французский фильм-драма 2016 года, поставленный режиссёром Арно де Пальером. Премьера ленты состоялась 8 сентября 2016 года на Международном кинофестивале в Торонто. В июле 2017 года фильм участвовал в международной конкурсной программе 8-го Одесского международного кинофестиваля в соревновании за главный приз — Золотой Дюк .

## Сюжет
Четыре момента жизни четырёх женских персонажей. Девочка из сельской местности играет в прятки, которые оборачиваются трагедией. Девушка-подросток, поймана на бесконечной последовательности побегов с мужчинами: ведь всё же лучше, чем заброшенный родительский дом. Молодая женщина, которая переезжает в Париж. И, наконец, взрослая опытная женщина, которая думала, что она в безопасности от своего прошлого. Последовательно эти персонажи объединяются и формируются в одну героиню.

## В ролях
| Актёр               | Роль           |
| ------------------- | -------------- |
| Адель Анель         | Рене           |
| Адель Экзаркополус  | Сандра         |
| Солен Риго          | Карин          |
| Вега Кузитек        | Кики           |
| Джалиль Леспере     | Дариус         |
| Джемма Артертон     | Тара           |
| Николя Дювошель     | отец Кики      |
| Сержи Лопес         | Морис          |
| Карим Леклу         | друг отца Кики |
| Роберт Хунгер-Бюлер | Лев            |
| Мехди Мескар        | Сами           |
| Йонас Блоке         | Патрик         |

## Награды и номинации
| Список наград и номинаций                    | Список наград и номинаций | Список наград и номинаций        | Список наград и номинаций        | Список наград и номинаций | Список наград и номинаций |
| Кинопремия                                   | Год                       | Категория                        | Номинант(ы)                      | Результат                 | Прим                      |
| -------------------------------------------- | ------------------------- | -------------------------------- | -------------------------------- | ------------------------- | ------------------------- |
| Международный кинофестиваль в Сан-Себастьяне | 2016                      | Золотая раковина за лучший фильм | Сирота                           | Номинация                 |                           |
| Одесский международный кинофестиваль         | 2017                      | Гран-при Золотой Дюк             | Сирота                           | Номинация                 | [ 4 ]                     |
| Премия «Люмьер»                              | 5 февраля 2018            | Лучший фильм                     | Сирота                           | Номинация                 | [ 7 ]                     |
| Премия «Люмьер»                              | 5 февраля 2018            | Многообещающая актриса           | Солен Риго                       | Номинация                 | [ 7 ]                     |
| Премия «Люмьер»                              | 5 февраля 2018            | Лучший сценарий                  | Кристель Бертева, Арно де Пальер | Номинация                 | [ 7 ]                     |